# Lepanthes glacensis
Lepanthes glacensis är en orkidéart som beskrevs av Donald Dungan Dod. Lepanthes glacensis ingår i släktet Lepanthes och familjen orkidéer.
Artens utbredningsområde är Haiti. Inga underarter finns listade i Catalogue of Life.